# Passo del Carnaio
Der Passo del Carnaio ist ein 760 Meter hoher Gebirgspass im italienischen Apennin. Er befindet sich in der Region Emilia-Romagna in der Provinz Forlì-Cesena und verbindet über die SP26 die Gemeinden Santa Sofia im Norden und San Piero in Bagno im Süden.

## Auffahrten
Die Nordauffahrt von Santa Sofia ist 11,9 Kilometer lang und weist eine durchschnittliche Steigung von 4,4 % auf. Die Auffahrt weist immer wieder kurze Flachstücke auf und führt so äußerst unrhythmisch auf die Passhöhe. Im unteren Teil werden nach rund zwei Kilometern die höchsten Steigungsprozente von rund 10 % erreicht, ehe zwei Kilometer vor dem höchsten Punkt ein weiterer Kilometer mit 8 % im Schnitt folgt. Auf den ersten Kilometern werden sieben Kehren durchfahren, ehe die Straße großteils gerade in offenem Terrain auf die Passhöhe führt.
Die Südauffahrt von San Piero in Bagno ist mit einer Länge von 4,2 Kilometern deutlich kürzer, weist jedoch mit 7,4 % einen deutlich höheren Steigungsschnitt auf. Weiters weist sie Kilometerschnitte von mehr als 9 % auf.

## Radsport
Im Jahr 1978 wurde im Rahmen des Giro d’Italia erstmals eine Bergwertung auf dem Passo del Carnaio abgenommen. Damals wurde auf der 12. Etappe die Südauffahrt absolviert, ehe das Ziel nach weiteren Steigungen auf dem Monte Trebbio erreicht wurde. Der Italiener Claudio Bortolotto führte damals über die Passhöhe.
Weitere Überquerungen folgten in den Jahren 2017 und 2021, wobei beide Male Bagno di Romagna als Zielort diente. Beim Giro d’Italia 2017 wurde erstmals die Nordauffahrt von Santa Sofia genutzt, die als Bergwertung der 3. Kategorie klassifiziert wurde. Omar Fraile führte die Ausreißergruppe damals über die Passhöhe, ehe er die Etappe im Sprint gewann. Im Jahr 2021 wurde der Passo del Carnaio erstmals als Schlussanstieg genutzt. Gianluca Brambilla führte über die Passhöhe, ehe Andrea Vendrame die Etappe gewann. Im Hauptfeld griff Vincenzo Nibali bei seinem vorletzten Giro d’Italia in der Abfahrt des Passo del Carnaio an und konnte ein paar Sekunden auf den Gesamtführenden Egan Bernal gutmachen.
| Jahr | Etappe     | Bergwertung  | Sieger             | Auffahrt |
| ---- | ---------- | ------------ | ------------------ | -------- |
| 1978 | 12. Etappe | GPM          | Claudio Bortolotto | Süd      |
| 2017 | 11. Etappe | 3. Kategorie | Omar Fraile        | Nord     |
| 2021 | 12. Etappe | 3. Kategorie | Gianluca Brambilla | Nord     |

Im Jahr 2024 führte die Tour de France auf der 1. Etappe über die Passhöhe des Passo del Carnaio. Der Pass wurde von der Nordseite befahren und galt als Bergwertung der 3. Kategorie. Er stellte die dritte Bergwertung der 111. Austragung dar, die in Florenz gestartet wird. Der Spanier Ion Izagirre führte über die Kuppe.
| Jahr | Etappe     | Bergwertung  | Sieger       | Auffahrt |
| ---- | ---------- | ------------ | ------------ | -------- |
| 2024 | 01. Etappe | 3. Kategorie | Ion Izagirre | Nord     |